# 布萊辛海崖
布萊辛海崖（英語：Blessing Bluff），是南極洲的海崖，位於維多利亞地的斯科特海岸，處於斯派克角以西12公里，屬於斯特弗勒嶺的一部分，俯瞰威爾遜皮德蒙特冰川，現時由南極條約體系管理。